# Silhouette (Seychelles)
Pour les articles homonymes, voir Silhouette.
Silhouette est une île de l’archipel des Seychelles, dans l'océan Indien, à 20km au nord-ouest de Mahé. Elle est la troisième plus grande île des Seychelles, après Mahé et Praslin. Bien qu’elle soit entourée d'iles granitiques, Silhouette est une ile plus récente que ses voisines : elle est constituée de syénite volcanique, provenant d'une éruption qui s'est produite au cénozoïque
Découverte officiellement par les Français en 1742, elle n’est ensuite peuplée de manière continue qu’en 1860 avec l’arrivée de la famille Dauban. Silhouette restera en leurs mains jusqu’en 1960. L'île a été nommée « Silhouette » en hommage à Étienne de Silhouette qui fut nommé en 1751 commissaire du roi à la Compagnie des Indes orientales.
L’île de Silhouette, 3e île des Seychelles en superficie était ainsi baptisée en 1754, par Mahé de La Bourdonnais, gouverneur des îles Mascareignes, qui comprenait l’île de France devenue île Maurice et l’île Bourbon devenue la Réunion.
En 2010, l’île est classée parc national et 93 % de sa superficie constitue le parc national de Silhouette. Elle abrite désormais deux hôtels. L'île fait partie du district de La Digue et des îles Intérieures.

## Géographie
La superficie de Silhouette est de 20 km2. Il s'agit de la troisième plus grande des îles Intérieures des Seychelles derrière Mahé et Praslin. Elle se trouve à 20 km à l'ouest de Mahé.
L’accès sur l’île se fait par hélicoptère ou bateau, principalement depuis Mahé. La jetée se trouve à l’est  de l’île à La Passe, le village où vivent les habitants actuels de l’île. C’est le seul endroit où l’accès est carrossable pour accéder au complexe hôtelier. Il existe quelques chemins difficiles d’accès qui permettent d’explorer l’île avec un guide. En effet, depuis 2010, l’île est classée parc national et 93 % de sa superficie constitue le parc national de Silhouette.
Il est possible de rejoindre l’ouest de l’île, à Grande Barbe, le nord de l’île, à Anse Mondon, et l’est de l’île, à Anse Cimetière, Anse Lascar I et II et Anse Patates. Un dernier chemin permet d’accéder à Jardin marron, une plantation de cocotiers de mer à 350 m de hauteur.
Silhouette a beaucoup de reliefs. Le mont Pot-à-Eau monte à 590 m et le point culminant est le mont Dauban (de) à 751 m.

## Histoire
L’archipel des « Séchelles » composé de 115 îles, fut acquis par la Compagnie française des Indes orientales qui fut créée sur appel à l’épargne en 1664 par Jean-Baptiste Colbert.
Si l’île est peut-être visitée par les Arabes (entre les VIIe et Xe siècles) et approchée par les Portugais (Vasco de Gama, 1502-1503), elle est mentionnée la première fois comme « Île du Nord » en 1609 dans le journal de bord de John Jourdain lors de l’expédition de la British Indian Ocean Company.
En 1742, le gouverneur général des Mascareignes, Bertrand-François Mahé comte de la Bourdonnais, afin d’améliorer la connaissance des routes des Indes et vu la rivalité avec les Anglais, envoie Lazare Picault avec deux bateaux en reconnaissance. Il prend possession des îles principales et les nomme îles Mahé en l'honneur de Bertrand-François Mahé. Lors d’une deuxième expédition, en 1744, il part plus à l’est afin de passer par Rodrigues. Il se retrouve au milieu d’îles qu’il identifie être l'archipel des Chagos. Il continue ensuite sa route vers l’ouest afin de retourner aux îles Mahé. C’est alors qu’il en prend possession au nom du roi de France Louis XV. Il appelle alors l’archipel îles Labourdonnais en l'honneur du comte de la Bourdonnais et la plus grande île Mahé. Lazare Picault établit la carte de ce qui sera les Seychelles, où figure l’île, au nord de Mahé.
En 1756, lors de l’expédition à l’instigation du gouverneur Magon, Nicolas O'Murphy les nomme Séchelles, en hommage à Jean Moreau de Séchelles, seigneur du village de Cuvilly-sur-Oise qui fut contrôleur général des finances de Louis XV  de 1754 à 1756. Nicolas Morphey visite l’île et cartographie.
L'île est ensuite renommée « Silhouette » en hommage à Étienne de Silhouette, contrôleur général des finances de Louis XV, par le navigateur Charles Ogier en 1771, qui a fait la rencontre de quatre personnes sur l’île.
Les décennies suivantes, les seules personnes à fouler l’île sont des scientifiques pour y décrire la faune et la flore, ou des marchands pour s’y reposer et s’approvisionner en eau douce.
En 1813, le pirate puis colon Jean-François Hodoul (en) aurait tenté de s’y établir sans succès et retournera sur Mahé.
La France abandonna l’archipel à l’Angleterre en 1814 sans qu’un seul coup de feu ne soit tiré, à l’issue de l’abdication de Napoléon.
Le nom français Séchelles était alors anglicisé et devenait « Seychelles » par ajout du « Y » à l’instar de mots de notre langue comme monnaie devenu « money » ou Cadet devenu « caddy »[réf. nécessaire].
Il faut attendre les années 1830 pour qu’une population permanente s’établisse sur Silhouette. Ce sont des familles françaises qui achètent des parcelles de l’île pour y faire travailler des esclaves dans les plantations de cocotiers. Même si les Seychelles sont une colonie de l’Empire britannique depuis le traité de Paris de 1814, ce n’est qu’à la fin des années 1830 que le Slavery Abolition Act est effectivement appliqué. Cela aura pour conséquence que certains esclaves abolis reçoivent des terres sur l’île.
Mais c’est l’arrivée sur l’île d’Auguste Dauban, membre émérite de la marine française, qui va durablement marquer l’histoire de Silhouette. Âgé de 36 ans, il s’installe avec sa femme, Catherine Young, sur une parcelle (Anse Lascars) qu’il avait reçue de son père, le médecin français et colonel Joseph François Dauban. À sa mort, Auguste Dauban utilise ensuite son héritage pour racheter les neuf autres parcelles de l’île et en devenir l’unique propriétaire. En parallèle, il promeut en Occident le commerce d’huile de coprah (chair de coco séchée) qu’il fait produire sur Silhouette. Cette denrée très prisée dans l’alimentation et le cosmétique lui permet d’amasser une immense fortune (on le surnommera : « Le Rothschild de l’océan Indien »).
À son décès, ce sont ses deux fils, Édouard et Charles, épaulés par ses deux filles Marguerite et Éva, qui vont reprendre l’exploitation de cocotiers sur l’île. Édouard Dauban s’occupe de la gestion des plantations et fait importer des plantes qui ne sont pas natives des Seychelles, telles que la cannelle (vue comme une plante invasive aujourd’hui), le café, la vanille, le tabac, etc. Il est marié à Jeanne Dupaire, une fervente religieuse qui obtient la permission du Vatican de prononcer la messe sur l’île tous les dimanche.
La mort de Catherine Dauban mène les héritiers à des querelles qui se soldent par une division des parcelles. Il faudra attendre que le fils ainé d’Édouard et de Jeanne Dauban, Henri Dauban, réunisse la famille et gère l’ensemble des plantations divisées afin qu’elles leur soient toujours profitables. En 1960, Henri Dauban décide de vendre Silhouette à un groupe français, cent ans après que son grand-père Auguste Dauban s’y soit installé pour la première fois. Henri, décédé en 1991, a écrit ses mémoires.
Les Seychelles prononcent leur indépendance en 1976 et rachètent l’île en 1983. En 2011, la chaine Hilton ouvre son hôtel sur l’île, en promouvant le patrimoine de Silhouette. L’ancienne maison des Dauban (Grann Kaz) a été rénovée et abrite un musée retraçant l’histoire de Silhouette et de la famille Dauban.

## Biodiversité
Sur les pentes des Monts Dauban et Pot-à-eau poussent des plantes endémiques et carnivores, telles que les sarracénies. De nombreuses chauve-souris s’accrochent à la cime des arbres pendant la journée.
Quelques espèces que l'on rencontre sur l'île :

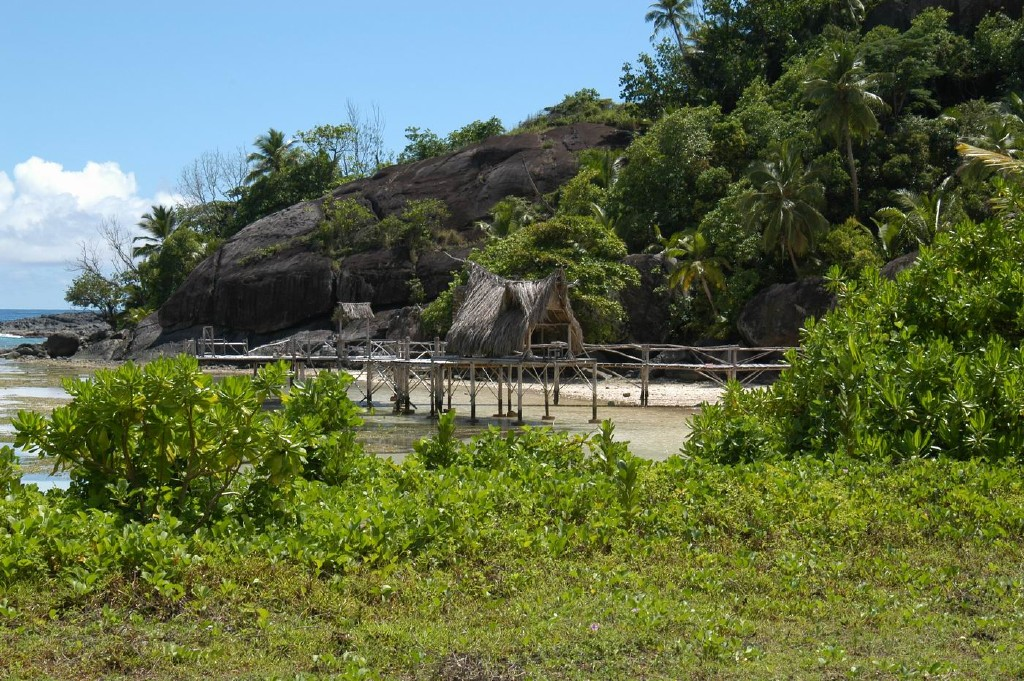
Vue de Silhouette

- Coleura seychellensis, une chauve-souris ;
- Dipsochelys hololissa, une tortue géante ;
- Sechellophryne gardineri, une grenouille ;
- Patu silho, une araignée endémique, en danger critique d'extinction ;
- Dicrogonatus niger, un acarien endémique de l'île ;
- Moominia willii, un gastéropode ;
- Schefflera procumbens (en), un arbre.

## Personnalités liées
- Henri Dauban de Silhouette (en)(1901-1991), athlète britannique sélectionné aux Jeux olympiques de 1924
- Ian Fleming, est invité par Henri Dauban pour trouver des inspirations pour ses romans.